# Kalmonsaaret
Kalmonsaaret är en ö i Finland. Den ligger i Ule träsk och i kommunen Kajana i den ekonomiska regionen  Kajana ekonomiska region  och landskapet Kajanaland, i den centrala delen av landet, 500 km norr om huvudstaden Helsingfors. Öns area är 1,3 hektar och dess största längd är 200 meter i sydväst-nordöstlig riktning.